# Segunda República Francesa
A Segunda República Francesa foi um governo republicano de curta duração da França sob o presidente Luís Napoleão Bonaparte. Durou desde a Revolução de 1848 até o golpe de 1851 pelo qual o presidente se tornou imperador Napoleão III e deu início ao Segundo Império. Adotou oficialmente o lema da Primeira República, Liberté, Égalité, Fraternité. A Segunda República testemunhou a tensão entre a "República Social e Democrática" (francês: la République démocratique et sociale) e uma forma liberal de republicanismo, que explodiu durante o levante das Jornadas de Junho de 1848.

## História

### Revolução de 1848
A Revolução de 1848 na França, também conhecida como Revolução de Fevereiro, foi uma de uma onda de revoluções em toda a Europa naquele ano. Os eventos varreram a Monarquia de Orleans (1830-1848) e levaram à criação da segunda república da nação.
A Revolução de 1830, parte de uma onda de mudanças de regime semelhantes em toda a Europa, pôs fim à monarquia absoluta da Restauração Bourbon e instalou uma monarquia constitucional mais liberal sob a dinastia de Orleans e governada predominantemente pelo conservador-liberal centro-direita de Guizot e a centro-esquerda progressista liberal de Thiers.
Mas à esquerda dos partidos dinásticos, a monarquia era criticada pelos republicanos (uma mistura de radicais e socialistas) por ser insuficientemente democrática: seu sistema eleitoral era baseado em um eleitorado estreito e privilegiado de proprietários e, portanto, trabalhadores excluídos. Durante a década de 1840, várias petições solicitando reforma eleitoral (sufrágio universal masculino) foram emitidas pela Guarda Nacional, mas tinha sido rejeitado por ambos os principais partidos dinásticos. As reuniões políticas dedicadas a esse assunto foram proibidas pelo governo, e os reformadores eleitorais, portanto, contornaram a proibição realizando uma série de 'banquetes' (1847-48), eventos em que o debate político foi disfarçado em discursos de jantar. Este movimento começou supervisionado pelos moderados críticos liberais de centro-esquerda de Odilon Barrot do governo conservador de Guizot, mas ganhou vida própria depois de 1846, quando a crise econômica encorajou os trabalhadores comuns a exigirem voz sobre o governo.
Em 14 de fevereiro de 1848, o governo de Guizot decidiu pôr fim aos banquetes, sob o argumento de constituir assembleia política ilegal. Em 22 de fevereiro, trabalhadores em greve e estudantes republicanos tomaram as ruas, exigindo o fim do governo de Guizot, e ergueram barricadas. Odilon Barrot convocou uma moção de censura a Guizot, na esperança de que isso pudesse satisfazer os desordeiros, mas a Câmara dos Deputados ficou do lado do primeiro-ministro. O governo declarou o estado de emergência, pensando que poderia contar com as tropas da Guarda Nacional, mas na manhã de 23 de fevereiro os guardas aliaram-se aos revolucionários, protegendo-os dos soldados regulares que agora haviam sido chamados.
A população industrial dos faubourgs foi recebida pela Guarda Nacional em seu caminho para o centro de Paris. Barricadas foram levantadas após o tiroteio de soldados contra manifestantes do lado de fora da mansão Guizot.
Em 23 de fevereiro de 1848, o gabinete do premiê François Guizot renunciou, abandonado pela pequena burguesia, de cujo apoio pensavam poder depender. Os chefes dos partidos monarquistas conservadores liberais de tendência mais à esquerda, Louis-Mathieu Molé e Adolphe Thiers, se recusaram a formar um governo. Odilon Barrot aceitou, e Thomas Robert Bugeaud, comandante-chefe da primeira divisão militar, que havia começado a atacar as barricadas, foi chamado de volta. Diante da insurreição que agora tomava posse de toda a capital, o rei Luís Filipe abdicou em favor de seu neto, o príncipe Philippe, conde de Paris reclamado por Alphonse de Lamartine em nome do governo provisório eleito pela Câmara dos Deputados sob a pressão da multidão.
Esse governo provisório, com Dupont de l'Eure como presidente, consistia em Lamartine para as relações exteriores, Crémieux para a justiça, Ledru-Rollin para o interior, Carnot para a instrução pública, Goudchaux para as finanças, Arago para a marinha e Burdeau para a guerra. Garnier-Pagès foi prefeito de Paris.

Bandeira usada por alguns dias entre 24 de fevereiro e 5 de março de 1848

Mas, como em 1830, o partido socialista republicano havia estabelecido um governo rival no Hôtel de Ville (prefeitura), incluindo Louis Blanc, Armand Marrast, Ferdinand Flocon e Alexandre Martin, conhecido como Albert L'Ouvrier ("Albert o Trabalhador"), que parecia envolver discórdia e guerra civil. Mas desta vez o Palais Bourbon não foi vitorioso sobre o Hôtel de Ville. Teve que consentir na fusão dos dois corpos, em que, entretanto, os elementos predominantes eram os republicanos moderados. Não havia certeza de qual seria a política do novo governo.
Um partido vendo que apesar das mudanças nos últimos sessenta anos de todas as instituições políticas a posição do povo não havia melhorado, exigiu uma reforma da própria sociedade, a abolição da posição privilegiada de propriedade, que considerava a única obstáculo à igualdade, e como emblema hasteava a bandeira vermelha (a bandeira vermelha de 1791 foi, no entanto, o símbolo não apenas da Revolução Francesa, mas sim da lei marcial e da ordem). A outra parte desejava manter a sociedade com base em suas instituições tradicionais e se uniu ao tricolor. Como uma concessão feita por Lamartine às aspirações populares, e em troca da manutenção da bandeira tricolor, ele concedeu o tríptico republicano de Liberté, Égalité, Fraternité, escrito na bandeira, ao qual uma roseta vermelha também deveria ser adicionada.
A primeira colisão ocorreu quanto à forma que a Revolução de 1848 deveria tomar. Lamartine desejava que eles mantivessem seus princípios originais, com todo o país como supremo, enquanto os revolucionários sob Ledru-Rollin desejavam que a república de Paris detivesse o monopólio do poder político. Em 5 de março, o governo, pressionado pelos clubes parisienses, decidiu em favor de uma referência imediata ao povo e do sufrágio universal direto, suspendendo-o até 26 de abril. Isso acrescentou as massas iletradas ao eleitorado e levou à eleição da Assembleia Constituinte de 4 de maio de 1848. Tendo o governo provisório renunciado, a maioria republicana e anti-socialista em 9 de maio confiou o poder supremo a um Comissão Executiva composta por cinco membros: Arago, Pierre Marie de Saint-Georges, Garnier-Pagès, Lamartine e Ledru-Rollin.
O resultado da eleição geral, o retorno de uma assembléia constituinte, predominantemente moderada, senão monárquica, frustrou as esperanças daqueles que buscavam o estabelecimento, por uma revolução pacífica, de seu estado socialista ideal; mas não estavam preparados para ceder sem luta, e na própria Paris comandavam uma força formidável. Apesar da preponderância do partido "tricolor" no governo provisório, enquanto a voz da França não se pronunciava, os socialistas, apoiados pelo proletariado parisiense, haviam exercido uma influência na política desproporcional ao seu número relativo. Por decreto de 24 de fevereiro, o governo provisório havia aceitado solenemente o princípio do "direito ao trabalho" e decidiu estabelecer " Oficinas Nacionais" para os desempregados; paralelamente, foi instalada uma espécie de parlamento industrial no Palácio de Luxemburgo, sob a presidência de Louis Blanc, com o objetivo de preparar um esquema de organização do trabalho; e, por último, pelo decreto de 8 de março, a habilitação de propriedade para a inscrição na Guarda Nacional foi abolida e os trabalhadores foram fornecidos com armas. Os socialistas formaram assim uma espécie de estado dentro do estado, completo com um governo e uma força armada.
Em 15 de maio, uma multidão armada, chefiada por Raspail, Blanqui e Barbès, e assistida pela Guarda alinhada ao proletariado, tentou subjugar a Assembleia, mas foi derrotada pelos batalhões alinhados à burguesia da Guarda Nacional. Enquanto isso, as oficinas nacionais eram incapazes de fornecer trabalho remunerado para os desempregados genuínos e, dos milhares que se candidataram, a maior parte estava empregada em cavar e reabastecer trincheiras; logo, mesmo esse expediente falhou, e aqueles para os quais o trabalho não podia ser inventado receberam meio salário de 1 franco por dia.
Em 21 de junho, Alfred de Falloux decidiu, em nome da comissão parlamentar do trabalho, que os trabalhadores deveriam ser dispensados em três dias e os que estivessem aptos deveriam ser forçados a se alistar.
Depois disso, a Revolta dos Dias de Junho estourou, ao longo de 24-26 de junho, quando o bairro industrial oriental de Paris, liderado por Pujol, lutou contra o bairro ocidental, liderado por Louis-Eugène Cavaignac, que havia sido nomeado ditador. O partido socialista foi derrotado e depois seus membros foram deportados. Mas a república estava desacreditada e já se tornara impopular tanto com os camponeses, exasperados com o novo imposto fundiário de 45 cêntimos imposto para encher o tesouro vazio, como com a burguesia, que se intimidou com o poder do revolucionário clubes e em desvantagem pela estagnação econômica. Com os "massacres" das Jornadas de Junho, as classes trabalhadoras também foram alienadas dele. O duque de Wellington escreveu nesta época: "A França precisa de um Napoleão ! Eu ainda não posso vê-lo…". A concessão de sufrágio universal a uma sociedade com simpatias imperialistas beneficiaria os reacionários, que culminou na eleição de Luís Napoleão Bonaparte como presidente da república.

### Constituição
A Constituição Francesa de 1848, que proclama uma república democrática, sufrágio universal direto e separação de poderes, foi promulgada em 4 de novembro. De acordo com a nova constituição, deveria haver uma única Assembleia permanente de 750 membros eleitos para um mandato de três anos pelo escrutino de lista. A Assembleia elegeria membros de um Conselho de Estado para servir por seis anos. As leis seriam propostas pelo Conselho de Estado, para serem votadas pela Assembleia. O poder executivo foi delegado ao Presidente, que foi eleito por sufrágio universal direto por quatro anos, ou seja, em uma base mais ampla do que a da Assembleia, e não era elegível para reeleição. Ele deveria escolher seus ministros, que, como ele, seriam responsáveis perante a Assembleia. Por fim, a revisão da constituição tornou-se praticamente impossível: envolvia obter três vezes consecutivas a maioria de três quartos dos deputados em assembleia especial. Foi em vão que Jules Grévy, em nome daqueles que perceberam o risco óbvio e inevitável de criar, sob o nome de um presidente, um monarca e mais que um rei, propôs que o chefe de estado não fosse mais do que um presidente removível do conselho ministerial. Lamartine, pensando que seria a escolha certa dos eleitores sob o sufrágio universal, conquistou o apoio da Câmara, que nem mesmo tomou a precaução de tornar inelegíveis os membros de famílias que reinaram na França. Tornou a presidência um cargo dependente da aclamação popular.

### A eleição presidencial de 1848
A eleição foi fortemente contestada; os republicanos democráticos adotaram como candidato Ledru-Rollin, os "republicanos puros" Cavaignac e o recém-reorganizado partido imperialista Príncipe Luís Napoleão Bonaparte. Desconhecido em 1835 e esquecido ou desprezado desde 1840, Luís Napoleão tinha nos últimos oito anos avançado o suficiente na estimativa pública para ser eleito para a Assembleia Constituinte em 1848 por cinco departamentos. Ele deveu esse rápido aumento de popularidade em parte aos erros do governo de julho, que imprudentemente despertou a memória do país, repleto de lembranças do Império, e em parte à campanha de Luís Napoleão, continuada de sua prisão em Ham por por meio de panfletos de tendências socialistas. Além disso, os monarquistas, liderados por Thiers e o comitê da Rue de Poitiers, não estavam mais contentes nem mesmo com a ditadura segura do justo Cavaignac e juntaram forças com os bonapartistas. Em 10 de dezembro, os camponeses deram mais de 5 000 000 de votos a um nome: Napoleão, que defendia a ordem a todo custo,
Henri Georges Boulay de la Meurthe foi eleito vice-presidente, uma posição única na história da França.

### A presidência de Luís Napoleão
Durante três anos, houve uma luta indecisa entre a heterogênea Assembleia e o Presidente, que aguardava silenciosamente a sua oportunidade. Ele escolheu como seus ministros homens com pouca inclinação para o republicanismo, com preferência por orleanistas, cujo chefe era Odilon Barrot. Para fortalecer sua posição, procurou conciliar os partidos reacionários, sem se comprometer com nenhum deles. O principal exemplo disso foi a expedição a Roma votada pelos católicos, para restaurar a autoridade temporal do papa Pio IX, que fugira de Roma com medo dos nacionalistas e republicanos. (Garibaldi e Mazzinitinha sido eleito para uma Assembleia Constitucional.) O Papa pediu uma intervenção internacional para restaurá-lo em seu poder temporal. O Presidente francês agiu no sentido de estabelecer o poder e o prestígio da França contra os da Áustria, dando início à obra de renovação e reconstrução europeia que já considerava sua missão. As tropas francesas comandadas por Oudinot entraram em Roma. Isso provocou uma insurreição tola em Paris em favor da República Romana, o do Château d'Eau, que foi esmagado em 13 de junho de 1849. Por outro lado, quando o Papa, embora apenas restaurado, começou a ceder ao movimento geral de reação, o Presidente exigiu que ele instituísse um Governo liberal. Tendo a resposta dilatória do Papa sido aceita pelo ministério francês, o presidente a substituiu em 1 ° de novembro, pelo gabinete Fould- Roher.
Parecia uma declaração de guerra contra a maioria católica e monarquista da Assembleia Legislativa, eleita a 28 de maio num momento de pânico. Mas o presidente novamente fingiu estar jogando o jogo dos orleanistas, como fizera no caso da Assembleia Constituinte. As eleições complementares de março e abril de 1850 resultaram em uma vitória inesperada para os republicanos, que alarmou os líderes conservadores Thiers, Berryer e Montalembert. O Presidente e a Assembleia cooperaram na passagem da Loi Falloux de 15 de março de 1850, que novamente colocou o ensino universitário sob a direção da Igreja.
Uma lei eleitoral conservadora foi aprovada em 31 de maio. Exigia que cada eleitor comprovasse a residência de três anos em seu endereço atual, por meio de lançamentos no registro de impostos diretos. Isso efetivamente revogou o sufrágio universal: os operários, que se mudavam com bastante frequência, foram, portanto, privados de seus direitos. A lei de 16 de julho agravou a severidade das restrições à imprensa ao restabelecer o "dinheiro da cautela" ( cautela ) depositado pelos proprietários e editores de jornais junto ao governo como garantia de bom comportamento. Finalmente, uma interpretação hábil da lei sobre clubes e sociedades políticas suprimiu nesta época todas as sociedades republicanas. Agora era a vez deles serem esmagados como os socialistas.

### Golpe e Fim da Segunda República
No entanto, o presidente apenas aderiu ao grito de Montalembert de "Abaixo os Republicanos!" na esperança de efetuar uma revisão da constituição sem recorrer a um golpe de Estado. Suas concessões apenas aumentaram a ousadia dos monarquistas, enquanto eles apenas aceitaram Luís Napoleão como presidente em oposição à República e como um passo na direção da monarquia. Um conflito era agora inevitável entre sua política pessoal e a maioria da Câmara, que além disso estava dividida em legitimistas e orleanistas, apesar da morte de Luís Filipe I em agosto de 1850.
Luís Napoleão explorou seus projetos de restauração da monarquia, que ele sabia ser impopular no país, e que lhe deu a oportunidade de promover suas próprias ambições pessoais. De 8 de agosto a 12 de novembro de 1850, ele percorreu a França defendendo uma revisão da constituição em discursos que variava de acordo com cada lugar; ele realizou críticas, nas quais gritos de "Vive Napoléon!" mostrou que o exército estava com ele; ele substituiu o general Changarnier, de cujas armas o parlamento confiava para o projetado golpe de estado monárquico; ele substituiu seu ministério orleanista por homens obscuros devotados à sua própria causa, como Morny, Fleury e Persigny, e reuniu em torno dele oficiais do exército africano, homens destroçados como o general Saint-Arnaud; na verdade, ele praticamente declarou guerra aberta.
A sua resposta aos votos de censura da Assembleia e à sua recusa em aumentar a sua lista civil foi sugerir uma vasta conspiração comunista para assustar a burguesia e denunciar a lei eleitoral de 31 de Maio de 1850, para ganhar o apoio da massa do povo. A Assembleia retaliou rejeitando a proposta de reforma parcial daquele artigo da constituição que proibia a reeleição do presidente e o restabelecimento do sufrágio universal (julho). Todas as esperanças de uma questão pacífica chegaram ao fim. Quando os questores convocaram a Câmara para afixar em todos os quartéis o decreto de 6 de maio de 1848 sobre o direito da Assembleia de exigir o apoio das tropas caso fosse atacada, a Montanha, temendo a restauração da monarquia, votou com os bonapartistas contra a medida, desarmando o poder legislativo.
Luis Napoleão viu sua oportunidade e organizou o golpe francês de 1851. Na noite de 1/2 de dezembro de 1851, aniversário da coroação de seu tio Napoleão em 1804 e sua vitória em Austerlitz em 1805, ele dissolveu a Câmara, restabeleceu o sufrágio universal, mandou prender todos os líderes do partido e convocou uma nova assembleia prolongar seu mandato por dez anos. Os deputados que se reuniram sob o comando de Berryer na Mairie do 10.º arrondissement para defender a constituição e proclamar a deposição de Luís Napoleão foram dispersos pelas tropas em Mazas e Mont Valérien. A resistência organizada pelos republicanos em Paris sob Victor Hugo foi logo subjugada pelos soldados embriagados. A resistência mais séria nos departamentos foi esmagada pela declaração do estado de sítio e pelas "comissões mistas". O plebiscito de 20 de dezembro, ratificou por ampla maioria o golpe de Estado a favor do príncipe-presidente, o único que colheu os frutos dos excessos dos republicanos e das paixões reacionárias dos monarquistas.